# Mullus argentinae
La trilla o barbo (Mullus argentinae) es una especie de peces marinos de la familia múlidos conocidos como salmonetes, en el orden de los Perciformes.

## Morfología
Los machos pueden llegar alcanzar los 30 cm de longitud total; tienen 8 espinas en la aleta dorsal y dos en la aleta anal; gran mancha o banda de color negro-azabache cerca de la punta de la primera aleta dorsal; tres bandas en la segunda aleta dorsal; las aletas pectorales y pélvicas de color rojizo; los radios de la aleta anal son de color rosado pálido, su membrana translúcida, y su base de color blanco lechoso; la mejilla y el preopérculo son de color blanco plateado.

## Distribución geográfica
Se encuentra en el litoral sudamericano del océano Atlántico, desde el norte de Argentina hasta Uruguay y en Brasil.

## Hábitat
Es un pez que vive apoyado sobre el fondo marino en aguas poco profundas, entre 20 y 60 metros de profundidad.

## Importancia para el hombre
Es pescado y se comercializa fresco, aunque no tiene una gran importancia comercial.
Tiene un gusto sabroso y es económico en relación con otros pescados.